# هاواي فايف أو (مسلسل 1968)
هاواي فايف أو (بالإنجليزية: Hawaii Five-O)‏ هو مسلسل جريمة تم إنتاجه في الولايات المتحدة. بدأ عرضه في سنة 1968 على سي بي إس. بلغ عدد مواسم المسلسل 12 موسما، بلغ عدد حلقاته 279 حلقة، وتبلغ مدة الحلقة الواحدة 49 دقيقة. المسلسل من تأليف ليونارد فريمان، تم بث المسلسل لأول مرة بتاريخ 20 سبتمبر 1968 بينما تم بث آخر حلقة منه بتاريخ 5 أبريل 1980 بعد أن استمر لقرابة 12 عاما. من بطولة جيمس ماكارثر، جيمس ماكارثر، زولو ووليام سميث.

## وصلات خارجية
- هاواي فايف أو على موقع EncyclopediaOfSurfing.com (الإنجليزية)

- الموقع الرسمي
- هاواي فايف أو على موقع IMDb (الإنجليزية)
- هاواي فايف أو على موقع ميتاكريتيك (الإنجليزية)
- هاواي فايف أو على موقع الموسوعة البريطانية (الإنجليزية)
- هاواي فايف أو على موقع روتن توميتوز (الإنجليزية)
- هاواي فايف أو على موقع كينوبويسك (الروسية)
- هاواي فايف أو على موقع ألو سيني (الفرنسية)
- هاواي فايف أو على موقع قاعدة بيانات الفيلم (الإنجليزية)